# Confédération paraguayenne des travailleurs
La Confederación Paraguaya de Trabajadores (CPT - Confédération paraguayenne des travailleurs) est une confédération syndicale du Paraguay fondée en 1951. Elle avait des liens forts avec l'Association nationale républicaine. Elle est affiliée à la Confédération syndicale internationale et à la Confédération syndicale des travailleurs et travailleuses des Amériques.